# Dallknatten
Der Dallknatten (norwegisch) ist ein Felsvorsprung in der Heimefrontfjella des ostantarktischen Königin-Maud-Lands. In der XU-Fjella ragt er am Kopfende des Gabbibotnen auf.
Wissenschaftler des Norwegischen Polarinstituts benannten ihn 1987 nach William Dall (1913–1996), einem Anführer der Widerstandsbewegung gegen die deutsche Besatzung Norwegens im Zweiten Weltkrieg in Kristiansund.